# Szczeć pospolita
Szczeć pospolita (Dipsacus fullonum L.) – gatunek rośliny z rodziny przewiertniowatych. Rodzimy obszar jego występowania to Europa, Azja Zachodnia i Afryka Północna. W Polsce występuje niemal w całym kraju, poza wyższymi położeniami na obszarach górskich i północno-wschodnią częścią kraju.

## Rozmieszczenie geograficzne
Szczeć pospolita jest gatunkiem rodzimym dla północnej Afryki (Algieria, Maroko, Tunezja), krajów Bliskiego Wschodu (Liban, Turcja, Syria) oraz południowej i środkowej Europy. Północna granica zasięgu obejmuje Wyspy Brytyjskie, Niemcy, Polskę, Ukrainę i południową Rosję. W Polsce gatunek rośnie na niżu i pogórzu i określany jest jako pospolity lub częsty, dawniej opisywany był jako niezbyt częsty. Jest najbardziej rozpowszechnionym przedstawicielem rodzaju. Ma bardzo liczne stanowiska w południowej części kraju, nieco rzadsze w części środkowej i północno-zachodniej, zanika niemal zupełnie w Polsce północno-wschodniej.
Gatunek został introdukowany w Ameryce Północnej (początek XVIII wieku), Australii i Nowej Zelandii (wiek XIX), oraz Ameryce Południowej. Rozpowszechnianie rośliny miało w dużej mierze związek z wspieraniem przemysłu włókienniczego, przy czym z powodu problemów z rozróżnianiem szczeci pospolitej i sukienniczej dane te mogą dotyczyć obydwu tych gatunków. Szczeć pospolita zadomowiła się w miejscach introdukcji i w wielu z nich uważana jest za gatunek inwazyjny. Głównymi czynnikami zagrożenia dla rodzimej flory owych miejsc jest szybki wzrost rośliny, możliwość zasiedlania terenów ruderalnych oraz wysoka produkcja i żywotność nasion.

## Morfologia

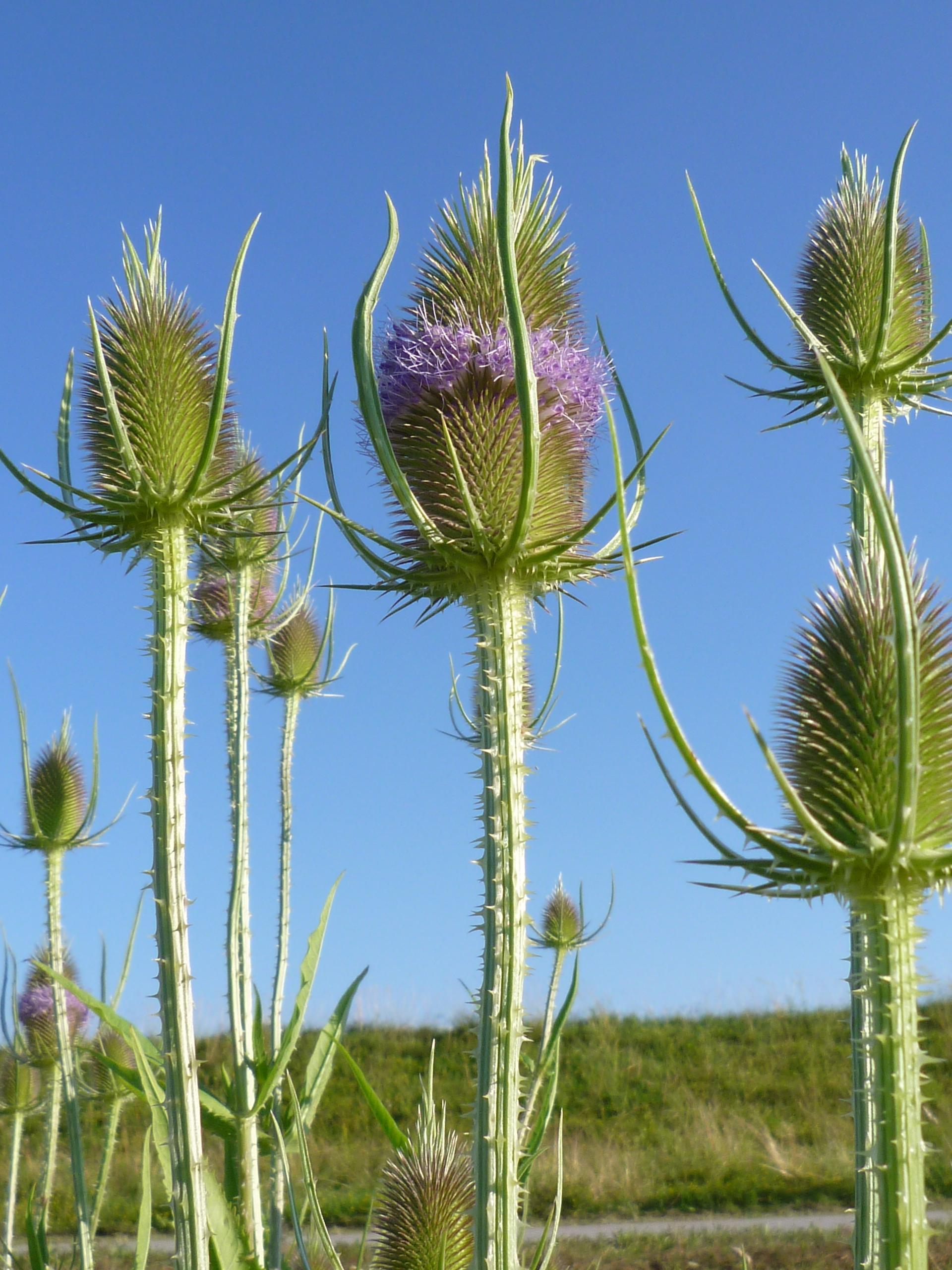
Kwitnąca szczeć pospolita

Sekwencja kwitnienia szczeci pospolitej

KorzeńPalowy, mocno rozgałęziający się, o długości do 60 cm i przekroju o średnicy do 2,5 cm.
ŁodygaWzniesiona, sztywna, o kanciastym przekroju i na kantach krótko kolczasta, poza tym naga. Osiąga zwykle do 2 m wysokości, w sprzyjających warunkach do 2,5 m. Rozgałęzia się w charakterystyczny sposób – pomimo tego, że z zasady w pachwinach wszystkich otulających łodygę liści pędowych znajduje się aktywna tkanka twórcza, zdolna do wytwarzania pędów kątowych, nie wyrastają one z każdej ich pary. Szczególnie rośliny występujące w niesprzyjającym środowisku mają tendencje do wykształcania mniejszej liczby rozgałęzień. Jeśli rozgałęzienie ma miejsce w więcej niż jednym węźle liściowym (zwykle ma to miejsce w przypadku egzemplarzy rosnących w korzystnych warunkach), wyrastają one zawsze pod tym samym kątem. Pędy kątowe powtarzają schemat rozgałęziania się pędu głównego, prowadząc niekiedy do wytwarzania odgałęzień trzeciego i czwartego rzędu (również powtarzających schemat). Zaobserwowano również zależność pomiędzy liczbą par liści na pędach kątowych a ich tendencją do rozgałęziania – jeżeli wykształci się jedna para pęd rozgałęzia się dalej, zaś gdy dwie nie występują rozgałęzienia dalszych rzędów.
Liście odziomkoweZebrane w rozetę, krótkoogonkowe, odwrotnie jajowate do lancetowatych, tępo zakończone, o ząbkowanych brzegach, zbiegające się w ogonki. Powierzchnia blaszki pomarszczona, o kolorze ciemnozielonym. Unerwienie pierzaste, o niemal białym zabarwieniu, na głównych nerwach tworzą się kolce. Na brzegu blaszka jest orzęsiona, poza tym naga.
Liście pędoweTworzą ulistnienie nakrzyżległe – występują parami naprzeciwko siebie, w każdym kolejnym węźle zorientowane prostopadle do pary powyżej i poniżej. Obejmują pędy nasadami i zrastają się nimi, tworząc jednolite, miseczkowate zagłębienia wokół łodygi. Podługowate do lancetowatych, ostro zakończone, całobrzegie lub rzadko i tępo ząbkowane. Na nerwie głównym i rzadko na blaszce poza nim występują kolce, poza tym liście nagie, także brzegi są nieorzęsione.
KwiatyZebrane w kwiatostany główkowate, podługowato jajowate, osiągające do ok. 8 cm długości. Otoczone są one od spodu wieńcem szydlastych, łukowato wygiętych ku górze liści okrywy. Liście te są nierównej długości i szerokości, przy czym najdłuższe są z reguły dłuższe od kwiatostanu. Pokryte są kolcami wzdłuż brzegów i nerwu. Poszczególne kwiaty w obrębie kwiatostanu wsparte są szydlastymi przysadkami. Osiągają one od 1,5 do 2,5 cm długości. U nasady są odwrotnie jajowate, na szczycie z szydlastym, prostym końcem (nie odginającym się w dół). Przysadki są na brzegu orzęsione, poza tym krótko owłosione.
Kwiaty o koronie w dole rurkowatej i białawej, rozdzielającej się w górze na cztery fioletowe łatki, z których dolna jest najdłuższa i lekko wygięta. Korona osiąga ok. 1 cm długości. Cztery pręciki wychodzą z wnętrza korony w miejscach jej podziału. Zredukowany kielich otaczający podstawę korony przylega do dolnej zalążni. Proces kwitnienia odbywa się w charakterystycznej sekwencji: najpierw rozwija się pojedynczy pierścień kwiatów w środkowej części kwiatostanu, a następnie dwukierunkowo, rozwijają się sukcesywnie kolejne pierścienie kwiatów ku nasadzie i szczytowi kwiatostanu.
OwoceBrązowe, podłużne, czworoboczne niełupki o wymiarach 4–8 × 1–1,5 mm, podłużnie rowkowane na powierzchni.
Gatunki podobneSzczeć wykrawana D. laciniatus ma liście głęboko ząbkowane do pierzastosiecznych. Szczeć sukiennicza D. sativus ma ostre przysadki w obrębie kolbowatego kwiatostanu przynajmniej częściowo odgięte łukowato ku dołowi i zawsze krótsze od kwiatów (u szczeci pospolitej przysadki są proste i zwłaszcza dolne bywają dłuższe od kwiatów). U obu tych gatunków wąskie i długie listki okrywy wyrastające spod kolbowatego kwiatostanu są łukowato wygięte ku górze. U szczeci wykrawanej są one krótsze od kwiatostanu i proste.

## Biologia

### Rozmnażanie i rozwój
Roślina dwuletnia, hemikryptofit.
Kwitnienie w Europie Środkowej trwa od czerwca do sierpnia. Kwiaty szczeci są przedprątne – pręciki dojrzewają wcześniej niż słupek. Zapylane są głównie przez pszczoły i trzmiele. Obserwacje wykazały duży wpływ zapylania krzyżowego na płodność rośliny – gdyby nie było ono możliwe tylko 4% nasion miałoby zdolność do kiełkowania (z zapylaniem krzyżowym wartość ta przekracza 70%). Liczba nasion na kwiatostan ma związek z długością osi główki kwiatostanowej. Liczba nasion na kwiatostan wynosi średnio około 855, zaś nasion zdolnych do kiełkowania około 727. Liczba kwiatostanów wytwarzanych przez pojedyncze rośliny wynosi zwykle od 3 do 9, jednak zdarzały się przypadki roślin z nawet 35 kwiatostanami. Nasiona rozsiewane są głównie przez wiatr, zwykle na odległość od 1 do 1,5 m. Nasiona mogą przetrwać pod powierzchnią wody przez około 22 dni, przez co możliwe jest również przemieszczanie się ich ciekami wodnymi. Rozprzestrzenianie się nasion na większe odległości ma zwykle związek z ich roznoszeniem przez zwierzęta. Dużą rolę w rozprzestrzenianiu się rośliny odgrywają również ludzie – ze względu na popularność stosowania rośliny w suchych bukietach, wciąż tkwiące w kwiatostanach nasiona są przenoszone razem z nimi.
Siewki rozwijają się zwykle jesienią, zaraz po wysiewie nasion, jednak nowe rośliny mogą kiełkować również zimą i przez cały następny rok. Nasiona nie potrzebują stratyfikacji i długo zachowują żywotność – w glebie przez co najmniej 5 lat. Są odporne na przechowywanie w suchym środowisku i zachowują w nim zdolność do kiełkowania, jest ono jednak wówczas wydłużone.
W początkowej fazie rozwoju roślina wytwarza rozetę liści odziomkowych. Czas potrzebny do osiągnięcia przez nią odpowiednich rozmiarów to zwykle jeden sezon wegetacyjny, rzadziej dłużej. W optymalnych warunkach pędy kwiatonośne wypuszczane są przez roślinę późną wiosną w drugim roku wzrostu i osiągają pełny rozwój w lipcu. Kwitnienie trwa od lipca do sierpnia, nasiona dojrzewają i rozprzestrzeniają się jesienią.
Ze względu na fakt wypełniania się miseczkowato zrośniętych liści pędowych wodą opadową i topienia się w niej owadów pojawiły się spekulacje na temat jej potencjalnej owadożerności. Badania przeprowadzone na dwóch populacjach szczeci, z których w jednej usuwano zbierającą się w zagłębieniach wodę, zaś w drugiej dodawano do nich martwe larwy, wykazały brak zauważalnego wpływu na rozwój i biomasę roślin. Zaobserwowano jednak wzrost liczebności nasion o 30%, oraz stosunku masy nasion do ogólnej biomasy w przypadku populacji suplementowanej martwymi owadami.

### Genetyka
Liczba chromosomów: 2n = 18.

### Cechy fitochemiczne
Spośród substancji zawartych w roślinie zidentyfikowano związki polifenolowe z przewagą kompleksu flawonoidów, (w tym luteoliny i jej 7-glukozydu, apigeniny, kwercetyny, kemferolu), kwasy fenolowe (kwas chlorogenowy, protokatechowy, p-kumarowy i p-hydroksybenzoesowy, kwas izoferulowy, kwas ferulowy),  irydoidy, w tym monoirydoidy (swerozyd), oraz bisirydoidy (kanteiozyd, lacinatozyd, sylwesterozyd). Saponozydy triterpenowe, charakterystyczne dla rodzaju Dipsacus, występują w formie wolnego kwasu oleanowego i ursolowego lub aglikonów hederageniny oraz kwasu oleanowego.

## Ekologia

### Siedlisko
Łąki, pastwiska, przydroża, nieużytki, miejsca ruderalne, tereny łęgowe, brzegi lasów. Szczeć można znaleźć w podobnym środowisku zarówno w miejscach rodzimego występowania, jak i miejsc do których została zawleczona.  Odnotowana została wysoka odporność rośliny na zasolenie środowiska, co pozwala jej rozwijać się na przykład w sąsiedztwie dróg, na których używa się soli do odlodzenia nawierzchni. Gatunek ma niskie wymagania glebowe – rośnie z powodzeniem zarówno na suchych, piaszczystych glebach, jak i ciężkich i wilgotnych. Korzystniejsze dla wzrostu rośliny są jednak gleby zasobne w składniki pokarmowe, gdyż osiąga wtedy większe rozmiary i bujniej się rozgałęzia. Preferuje również stanowiska słoneczne. Niekorzystna dla rozwoju szczeci jest długotrwała ekspozycja na niskie temperatury, przez co nie zasiedla ona obszarów o niskiej rocznej temperaturze.

### Oddziaływania międzygatunkowe i wpływ na środowisko

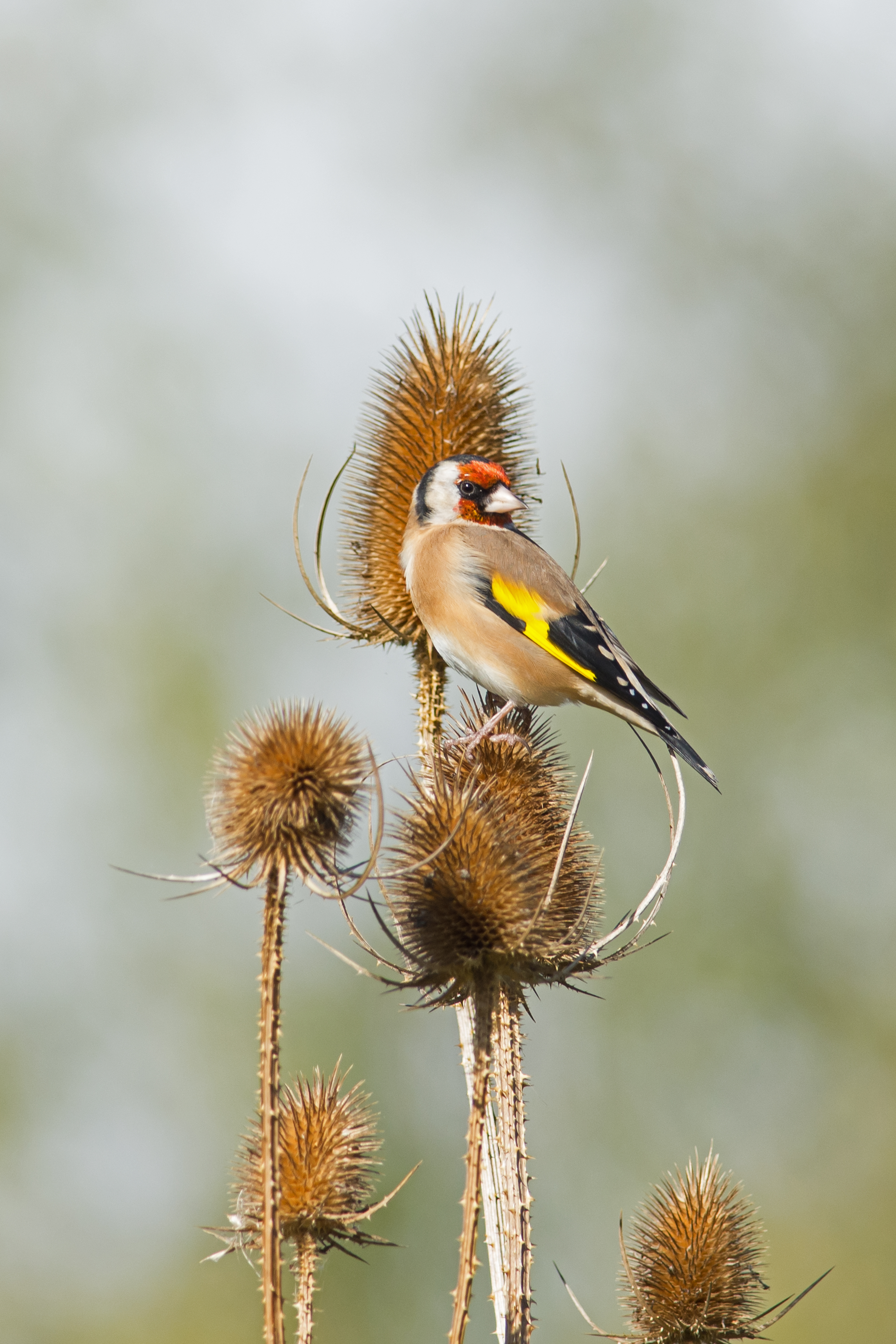
Szczygieł na szczeci pospolitej

Nasiona szczeci są wartościowym pokarmem dla ptaków, w szczególności szczygłów. Jest jedną z wtórnych roślin żywicielskich mszycy różano-szczeciowej (Macrosiphum rosae). Żerują na niej również gąsienice niektórych motyli z rodzajów Homoeosoma (H. nebulella), Phalonia (Ph. rosana), Argyroploce (A. oblongana, A. gentiana), Lasperyesia (L. gallicana), Nemotois (N. raddaelus) oraz niektóre motyle z rodzaju przeplatka (przeplatka aurinia i przeplatka iberyjska). Przez wzgląd na inwazyjność szczeci w Ameryce Północnej przeprowadzone zostały tam badania, mające zidentyfikować jej naturalnych wrogów. Opierając się na literaturze i badaniach terenowych udało się zidentyfikować 102 gatunki owadów, 27 gatunków grzybów, trzy gatunki roztoczy, dwa gatunki nicieni i dwa wirusy mające destrukcyjny wpływ na roślinę.
Ze względu na tworzenie zwartych formacji, swoje rozmiary i duże zdolności reprodukcyjne stanowić może zagrożenie dla środowisk niektórych zagrożonych gatunków flory w miejscach introdukcji. Ponadto przekwitłe łodygi kwiatostanowe są bardzo trwałe i mogą utrzymywać się przez ponad rok ograniczając dostęp do słońca niższym roślinom. Duże rozety liściowe ograniczają przestrzeń do rozwoju niskich gatunków. Jednak mimo inwazyjności szczeci pospolitej nie wpływa ona negatywnie na bioróżnorodność otoczenia. W niektórych przypadkach wykazywano nawet jej wzrost po wprowadzeniu szczeci, w porównaniu do odpowiadającego środowiska bez jej udziału.

## Nazewnictwo i systematyka
Do zwyczajowych nazw szczeci należą między innymi: szczeć głucha, szczotka, szczotki, ogrodna szczotka, grępla, drapacz. W osiemnastowiecznym poradniku medycznym Compendium medicum auctum występuje jako „oset wielki ze szczotkami”. Nazwa szczotka/szczotki pojawia się również w Zielniku Syreniusza.
Nazwa rodzajowa rośliny – dipsacus pochodzi z języka greckiego i oznacza „spragniony”.
Nazwa gatunkowa fullonum nadana została jako sugerująca zastosowanie rośliny w folusznictwie. W 1965 roku Clapham użył nazwy D. fulllonum ssp. sativus zamiast D. sativus w stosunku do szczeci sukienniczej, z zakrzywionymi listkami okrywy, stosowanej w przemyśle sukienniczym.
Ustalenie właściwej nazwy gatunkowej jest przedmiotem licznych dyskusji. W podsumowaniu Cal-IPC (2013) przeczytać można: „W przeszłości błędnie nazywana przez część źródeł jako Dipsacus sylvestris Huds. Większość autorów północnoamerykańskich określało dziką szczeć pospolitą jako D. sylvestris Huds. zaś uprawianą jako D. fullonum L., natomiast w Europie nazewnictwo to było odwrotne”. W 1965 roku botanicy Ferguson i Brizicky wskazali jeszcze bardziej skomplikowaną przyczynę zamieszania powstałego wokół nazewnictwa rośliny. Według nich pozycje wymieniające D. fullonum i D. sylvestris nawiązują do D. fullonum, zaś D. sativus jest czasami określany jako podgatunek D. fullonum. Muzeum historii naturalnej, opierając się w 2013 roku na pozycji BSBI’s List of British and Irish Vascular Plants and Stoneworts, określa D. sativus i D. fullonum jako osobne gatunki.

## Zastosowanie

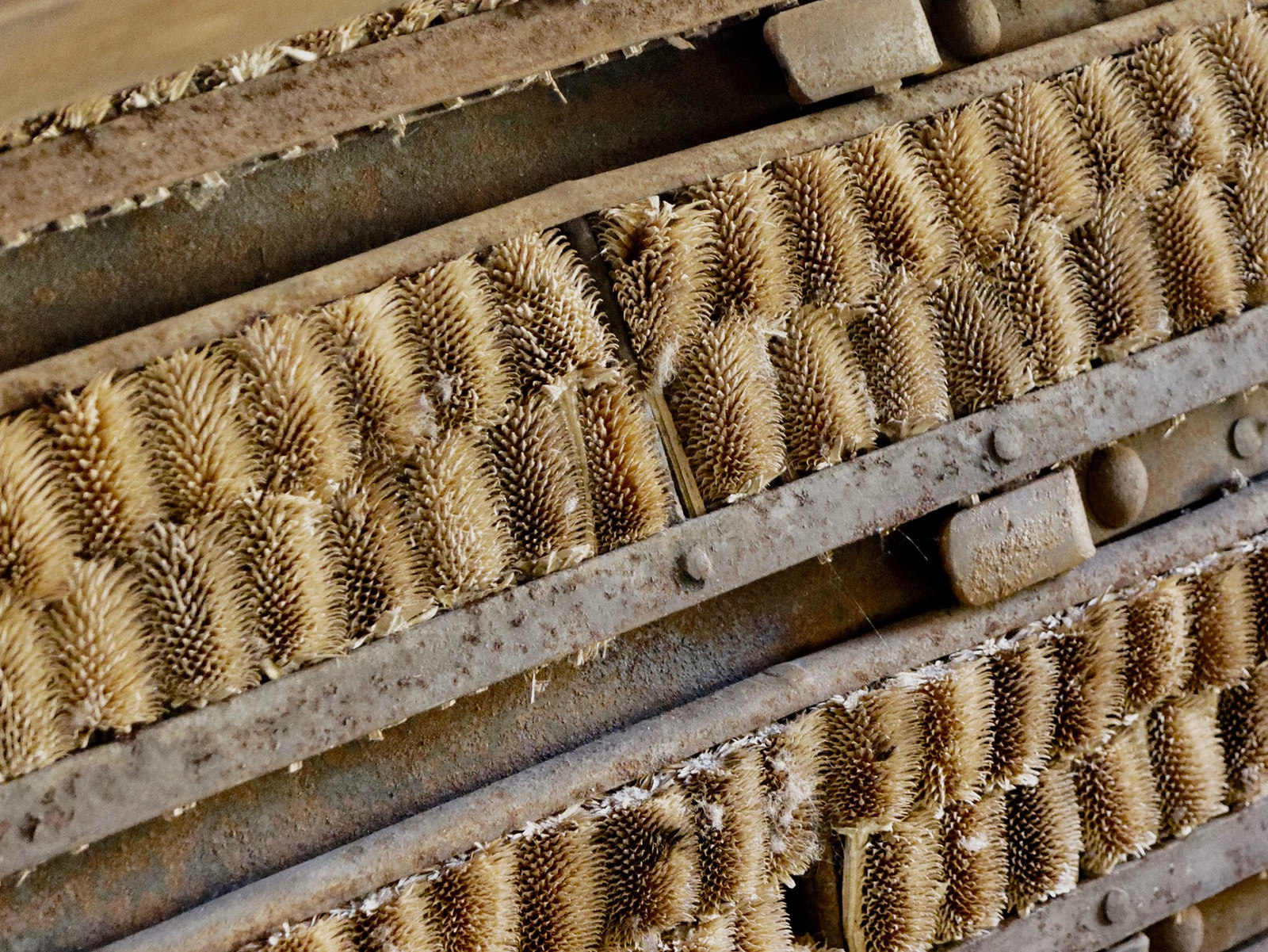
Maszyna do gręplowania z wykorzystaniem zasuszonych kwiatostanów szczeci

### Roślina lecznicza
Bogate opisy świadczące o zastosowaniu szczeci pospolitej w lecznictwie ludowym znaleźć można już w XVI-wiecznych zielnikach. Wskazują one przede wszystkim na wykorzystywanie jej jako środka przeciwbólowego w leczeniu reumatyzmu oraz dny moczanowej. Potencjał właściwości leczniczych roślin z rodziny szczeciowatych został potwierdzony badaniami. Działanie tego gatunku przebadano głównie w kierunku jej działania bakteriobójczego. Aktywność przeciwdrobnoustrojową wyciągów metanolowych otrzymanych z ziela m.in. szczeci pospolitej przebadano względem kilku patogennych grzybów i zaobserwowano obiecujące rezultaty w tym zakresie. Jak sugerują autorzy badań, za efekt działania wyciągów odpowiada obecność w nich kwasów fenolowych i flawonoidów.
Odkryto również wysoki potencjał szczeci w leczeniu boreliozy.  Wyciągi z jej świeżych korzeni przebadano pod kątem aktywności przeciwko bakteriom Borrelia burgdorferi. Trwająca 8 dni w warunkach in vitro analiza wykazała, że wyciągi otrzymane za pomocą octanu etylu i dichlorometanu charakteryzowały się zbliżoną aktywnością do amoksycyliny, będącej standardem w leczeniu boreliozy. Inhibicja wzrostu Borrelia burgdorferi nastąpiła już w pierwszym dniu badań, a po 8 dniach zaobserwowano blisko 100% efekt bakteriobójczy.
Głównym surowcem zielarskim jest korzeń.

### Roślina miododajna
Z jednego hektara pożytku można uzyskać 300 kg miodu oraz 250 kg pyłku.

### Przemysł włókienniczy
Podobnie jak szczeć sukiennicza, szczeć pospolita była w przeszłości uprawiana w celu pozyskania zasuszonych kwiatostanów, używanych do gręplowania wełny.

### Roślina ozdobna
Bywa uprawiana jako roślina ozdobna, nadająca się na wysokie rabaty. Jej przekwitłe kwiatostany wykorzystywane są do suchych bukietów.

## Uprawa
Ze względu na postęp w przemyśle i ekspansywność szczeć nie jest już uprawiana na masową skalę, tak jak miało to miejsce dawniej, kiedy jej kwiatostany stosowane były w zakładach włókienniczych. Okres ten zaowocował jednak licznymi opisami, bogatymi we wskazówki dotyczące wydajnej uprawy gatunku. Roślina nie jest trudna w uprawie – najistotniejsze jest zapewnienie jej w pełni lub choćby częściowo naświetlonego stanowiska. Nie jest wymagająca jeżeli chodzi o rodzaj gleby, jednak najlepiej rośnie i rozgałęzia się na glebie żyznej, wilgotnej i gliniastej. Rozmnaża się ją, tak jak większość roślin dwuletnich, poprzez wysiew nasion jesienią lub wiosną, sama też daje bardzo obfity samosiew. W początkowej fazie rozwoju, po wykiełkowaniu, należy dbać o to, żeby siewki nie zostały zagłuszone przez chwasty. Ze względu na szybki wzrost i duże rozmiary wskazane jest zapewnienie odstępów pomiędzy roślinami.

## Zwalczanie

### Mechaniczna kontrola populacji
Najefektywniejszą mechaniczną metodą zwalczania szczeci jest obcinanie pędów i koszenie. Pomimo zdolności korzeni do regeneracji pędów nawet po ścięciu ich do poziomu gruntu – regularne cięcia skutecznie ograniczają wielkość populacji rośliny, jednak warto mieć na uwadze, że wysoka żywotność nasion może powodować wzrost nowych siewek nawet po dłuższym czasie ich spoczynku. Obserwacje wykazały, że niektóre łodygi ścinane przed kwitnieniem odrastały, jednak liczba wytwarzanych przez nie rozgałęzień kwiatostanowych była znacznie mniejsza niż u roślin nieprzycinanych. W przypadku pędów kwiatostanowych ściętych w trakcie, lub po kwitnieniu, nie obserwowano wytwarzania nowych owocostanów, ponadto jeśli zabieg miał miejsce w trakcie lub krótko po kwitnieniu, zawiązane już nasiona nie kiełkowały. Odnotowano również, że prowadzenie koszenia i pozostawianie szczątków roślinnych (wojłoku) zatrzymuje ekspansję szczeci. Jako przykład podano perz właściwy, którego szczątki wypływały negatywnie na rozwój siewek, prawdopodobnie przez allelopatyczne oddziaływanie zawartych w nich związków chemicznych.

### Biologiczna i chemiczna kontrola populacji
Wśród organizmów mających destrukcyjny wpływ na gatunek, największy potencjał stwierdzono dla trzech gatunków owadów (Chromatomyia ramosa, Longitarsus strigicollis i Euphydryas desfontainii), roztocza Epitrimerus knautiae oraz dwóch gatunków grzybów (w tym Sphaerotheca dipsacearum). Korzystna w ograniczaniu populacji jest również obecność zwierząt żerujących na nasionach rośliny (głównie gryzoni i ptaków). Do substancji chemicznych skutecznych w zwalczaniu szczeci należą m.in. glifosat i kwas 2,4-dichlorofenoksyoctowy.